# Roland Sessner
Roland Sessner (* 19. Dezember 1946 in Halle) ist ein deutscher Mathematiker, Hochschullehrer und Politiker (CDU, bis 1990 DDR-CDU).

## Leben

### Beruf
Nach dem Abitur 1965 nahm Sessner ein Studium der Mathematik an der Martin-Luther-Universität Halle-Wittenberg auf, das er 1970 als Diplom-Mathematiker beendete. Anschließend war er als wissenschaftlicher Assistent bzw. Oberassistent in den Fachbereichen Mathematik und Baustoffwissenschaft an der Hochschule für Bauwesen (HfB) in Cottbus tätig. Er promovierte 1981 an der Technischen Hochschule Leuna-Merseburg zum Dr. rer. nat. (Dissertationsarbeit: Die direkte Suche: Ein heuristisches Verfahren zur Behandlung ganzzahliger quadratischer Optimierungsprobleme). Nach seiner Habilitation sowie dem Erwerb des Titels als Dr. sc. techn. an der Bauakademie der DDR 1990 wirkte Sessner als Dozent für Mathematik. Von 1991 bis 1995 war er zunächst Gründungsrektor, dann erster gewählter Rektor der Fachhochschule Lausitz mit den Standorten in Senftenberg und Cottbus. 1992 erhielt er einen Lehrstuhl als Professor für Mathematik an der FH Lausitz.
Roland Sessner ist seit 1969 mit Regina Nitsch verheiratet und hat zwei Söhne.

### Politik
Sessner trat 1985 in die DDR-Blockpartei CDU ein und wurde 1987 Vorstandsmitglied des CDU-Kreisverbands Cottbus-Land. Nach dem Zusammenschluss der Christdemokraten wurde er 1990 Mitglied des Landesvorstandes der CDU Brandenburg und zu deren stellvertretenden Landesvorsitzenden gewählt. Er war von 1990 bis 1994 Abgeordneter des Brandenburger Landtages und dort Mitglied des Ausschusses für Wissenschaft, Forschung und Kultur. Im Parlament vertrat er den Wahlkreis Senftenberg I. In den 1990er-Jahren war er auch Vorsitzender der CDU-Kreistagsfraktion im Landkreis Oberspreewald-Lausitz.